# Liste bekannter Hunde
Die Liste bekannter Hunde behandelt Hunde, die durch Besonder- und Eigenheiten berühmt wurden.

## Legende
| Name        | Name des beschriebenen Hundes.                                                     |
| Rasse       | Rasse des beschriebenen Hundes. Wenn die Spalte leer ist, ist die Rasse unbekannt. |
| Lebenszeit  | Die Lebenszeit des beschriebenen Hundes oder die Geburts- und Sterbedaten.         |
| Bemerkungen | Grund, weshalb der beschriebene Hund berühmt wurde.                                |
| Bild        | Ein Bild des beschriebenen Hundes, sofern vorhanden.                               |
| Quellen     | Quellen der angegebenen Daten, wenn kein Artikel vorhanden ist.                    |

## Liste
| Name                                | Rasse                                 | Lebenszeit                                         | Bemerkungen | Bild | Quellen                         |
| ----------------------------------- | ------------------------------------- | -------------------------------------------------- | --- | --- | ------------------------------- |
| Abutiu                              | unbekannt                             | 2504–2216 v. Chr.                                  | Ältester namentlich bekannter Haushund der Welt. | |                                 |
| Air Buddy                           | Golden Retriever                      | 1988–1998                                          | Tierdarsteller | |                                 |
| Alcmène                             | Windhund                              | ?–1785                                             | Lieblingshündin des preußischen Königs Friedrich II. | |                                 |
| Ali und Rubi                        | Deutsche Spitze                       | 1891–1921                                          | Haushunde des württembergischen Königs Wilhelm II. | | [ 1 ]                           |
| Arli                                | Setter                                |                                                    | Haushund von Elisabeth Mann Borgese, der mit einer Schreibmaschine schreiben konnte und dessen Gedichte in einer Literaturzeitschrift veröffentlicht wurden | |                                 |
| Balto                               | Siberian Husky                        | 1919–1933                                          | Leithund der letzten Etappe im Serum Run to Nome | |                                 |
| Bamse                               | Bernhardiner                          | 1937–1944                                          | Maskottchen der norwegischen Marine in Großbritannien im Zweiten Weltkrieg | |                                 |
| Banko                               | unbekannt                             | 20. Jhd                                            | Haushund von Françoise Sagan | | [ 2 ]                           |
| Barney                              | Scottish Terrier                      | 2000–2013                                          | Haushund von George W. Bush und Laura Bush | |                                 |
| Barry                               | Bernhardiner                          | 1800–1814                                          | Berühmter Lawinenhund | |                                 |
| Barry                               | Mischlingshund                        | gestorben 1947                                     | Hund des KZ-Kommandanten Kurt Franz | |                                 |
| Bauschan                            | Mischlingshund                        | 20. Jh.                                            | Lieblingshund von Thomas Mann, literarisch verewigt in Herr und Hund (1919) | |                                 |
| Belka und Strelka                   | unbekannt                             | 20. Jh.                                            | erste Tiere auf Raumflug, die lebendig zur Erde zurückkehrten | |                                 |
| Bianca                              | Deutscher Boxer                       | 1970er Jahre                                       | Haushund von Bruno Kreisky, Tochter von Lotte Tobischs Haushund Dagobert. | | [ 3 ]                           |
| B.J.                                | Deutscher Schäferhund                 | 1990er-2000er Jahre                                | Darsteller von Kommissar Rex 1994–2000 | |                                 |
| Blondi                              | Deutscher Schäferhund                 | 1934–1945                                          | Schäferhund von Adolf Hitler | |                                 |
| Bo                                  | Portugiesischer Wasserhund            | geboren 2008 gestorben 2021                        | Hund von Barack Obama während seiner Amtszeit als Präsident der Vereinigten Staaten im Weißen Haus. | |                                 |
| Bobi                                | Rafeiro do Alentejo                   | geboren Mai 1992 gestorben Oktober 2023            | laut Guinness World Records ältester Hund der jemals gelebt hat (Stand Oktober 2023). Bobi erreichte ein Alter von 31 Jahren und 165 Tagen. | | [ 4 ]                           |
| Boodgie                             | Dackel                                | 20. Jh.                                            | Einer von den beiden Dackeln von David Hockney. Er wurde 18 Jahre alt. Verewigt in vielen Arbeiten von dem Maler. | |                                 |
| Browndog                            | Terrier                               | 19./20. Jh.                                        | Symbolhund für die Tierrechtsbewegung, fiel Tierversuchen zum Opfer. | |                                 |
| Buddy                               | Labrador Retriever                    | 1997–2002                                          | Hund von Bill Clinton während seiner Amtszeit als Präsident der Vereinigten Staaten im Weißen Haus. | |                                 |
| Bummer und Lazarus                  | Mischlingshunde                       | 19. Jh.                                            | Streuner, die in San Francisco Bekanntheit erhielten. | |                                 |
| Butz                                | Pudel                                 | 19. Jh.                                            | Haushund von Arthur Schopenhauer, gezeichnet von Wilhelm Busch. | |                                 |
| Charley                             | Pudel                                 | 20. Jh.                                            | Pudel von John Steinbeck, literarisch verewigt in: Travels With Charley. In Search of America 1962 (dt.: Meine Reise mit Charley, 1962/2002) | |                                 |
| Checkers                            | Cocker Spaniel                        | 1950er Jahre                                       | Hund von Richard Nixon, der in seiner allgemein als Checkers Speech bekannten Rede von 1952 eine wesentliche Rolle spielte. | |                                 |
| Commander                           | Deutscher Schäferhund                 | geboren 2021                                       | Neuer Hund von Joe Biden im Weißen Haus. | |                                 |
| Conan                               | Malinois                              | geboren ca. 2015                                   | Militärhund der US-amerikanischen Delta Forces; war wesentlich beteiligt an der Operation Kayla Mueller in Syrien, bei der IS-Anführer Abu Bakr al-Baghdadi zu Tode kam. | |                                 |
| Dagobert                            | Deutscher Boxer                       | um 1963                                            | Haushund von Lotte Tobisch | | [ 5 ]                           |
| Daisy                               | Yorkshire Terrier                     | ca. 1992–2006                                      | Haushund von Rudolph Moshammer | |                                 |
| Dash                                | King Charles Spaniel                  | 1830–1840                                          | Haushund von Königin Victoria | |                                 |
| Diesel                              | Belgischer Schäferhund                | 2008?–†2015                                        | französischer Polizeihund, bei Anti-Terror-Einsatz getötet | |                                 |
| Dog                                 | Basset                                | 1970er/1980er Jahre                                | Hund des Inspektors Columbo in der gleichnamigen US-amerikanischen Fernsehserie. | |                                 |
| Dżok                                | Mischling                             | ca. 1985–1998                                      | Straßenhund aus Krakau, der eine eigene Statue auf dem "Grunwaldzki Kreisverkehr" erhielt. | | [ 6 ]                           |
| Erdmann                             | Dackel                                | 1890–1901                                          | Kaiserdackel Wilhelms II. | |                                 |
| Fala                                | Scottish Terrier                      | 1940–1952                                          | Haushund von Franklin D. Roosevelt | |                                 |
| Feldmann                            | Mischlingshund                        | 1979–1987                                          | Haushund von Michael Holzach | |                                 |
| Fido                                | Mischlingshund                        | vor Juni 1855–1865                                 | Lieblingshund von Abraham Lincoln | |                                 |
| Flintstone                          | Altdeutscher Hütehund                 | 2011–2022                                          | Erster zertifizierter Archäologiehund Deutschlands. | |                                 |
| Flush                               | Cocker Spaniel                        | geb. 1842                                          | Hund von Virginia Woolf, über den sie eine eigene Biografie schrieb. | |                                 |
| Fortuné                             | Mops                                  | 18. Jh.                                            | Haushund von Joséphine de Beauharnais; die Rasse war auch Lieblingstier von Loriot | |                                 |
| Greyfriars Bobby                    | Skye Terrier                          | gestorben 14. Januar 1872                          | Durch außerordentliche Treue zu seinem Herrchen bekannt geworden. | |                                 |
| Glöckchen                           | Pudel                                 | 1960er Jahre                                       | Erster und Lieblingshund von Renate Holm | | [ 7 ]                           |
| Hachikō                             | Akita-Inu                             | 10. November 1923 in Akita – 8. März 1935 in Tokio | Hachikō wurde zum japanischen Symbol für Treue. Er holte sein Herrchen Ueno Hidesaburō jeden Tag, wenn dieser von der Arbeit zurückkam, am Bahnhof Shibuya ab. Dies setzte er unbeirrt fort, auch nachdem der Professor am 21. Mai 1925 während einer Vorlesung einer Hirnblutung erlegen war und zwar täglich, zehn Jahre lang, bis zu seinem eigenen Tod. | | [ 8 ]                           |
| Handsome Dan                        | Bulldogge                             | 19./20./21. Jahrhundert                            | Das Maskottchen der Sportmannschaften der Yale University wurde bisher vom 16 Bulldoggen verkörpert, die alle auf den Namen Handsome Dan hören und durch Römische Ziffern unterschieden werden. | |                                 |
| Henry                               | Deutscher Schäferhund                 | Anfang 21. Jh.                                     | Darsteller von Kommissar Rex 2008–2015 | |                                 |
| Hitler und Rommel                   | Foxterrier und Spaniel                | 1944–                                              | Haushunde des britischen Generalstabschefs Bernard Montgomery, benannt nach Adolf Hitler und Erwin Rommel. | |                                 |
| Jackie                              | Dalmatiner                            | 20. Jh.                                            | Finnischer Hund, der auf Kommando den Hitlergruß zeigen konnte. | |                                 |
| Jock of the Bushveld                | Staffordshire-Bullterrier-Mischling   | 19. Jh.                                            | Haushund von James Percy FitzPatrick und literarisches Vorbild für das gleichnamige Kinderbuch. | |                                 |
| Judy                                | English Pointer                       | 1936–1950                                          | Maskottchen der Royal Navy und einzige Hündin, die im Zweiten Weltkrieg offiziell kriegsgefangen wurde; Trägerin der Dickin Medal | |                                 |
| Just Nuisance                       | Deutsche Dogge                        | 1937–1944                                          | Vollmatrose in der Royal Navy | |                                 |
| Koji und Gustav                     | Französische Bulldogge                | 2020er                                             | Hunde von Lady Gaga, die im Februar 2021 entführt wurden und nach der Bekanntgabe eines Finderlohns von 500.000.- US-Dollar wieder auftauchten. | | [ 9 ]                           |
| Konni                               | Labrador Retriever                    | 1999–2014                                          | Hund des russischen Präsidenten Wladimir Putin. | |                                 |
| Laika                               | Mischlingshund                        | gestorben im November 1957                         | Moskauer Mischlingshündin. Sie war das erste Lebewesen, das vom Menschen gezielt in eine Umlaufbahn um die Erde befördert wurde | | [ 10 ]                          |
| Lampo                               |                                       | † 22. Juli 1961                                    | Der Mischlingshund tauchte 1953 auf dem Bahnhof von Campiglia Marittima auf. Der Bahnhof diente dem seinerzeit meistfotografierten Hund der Welt bis zu seinem Unfalltod als Stützpunkt für seine Zugreisen kreuz und quer durch Italien. | |                                 |
| Lava und Rumpus                     | Doggen                                | 2000er – 2009 bzw. 2011                            | Auch Aless bzw. Abbey Road genannt, Haushunde von Suzzane Kelleher-Duckett, die in acht Musikvideos von Lady Gaga mitspielten. | \| \| |                                 |
| Lou Dog                             | Dalmatiner                            | November 1989 – 17. September 2001                 | Hund und „Alter Ego“ des US-Rockmusikers Bradley Nowell sowie Maskottchen seiner Band Sublime, wurde in Liedtexten, Musikvideos und Albumcovers der Band verewigt. | | [ 11 ]                          |
| Loukanikos                          | Mischlingshund                        | gestorben 2014                                     | Erhielt während der Proteste gegen die Sparmaßnahmen infolge der griechischen Staatsschuldenkrise ab 2010 internationale Aufmerksamkeit und wurde als „Riot Dog“ bezeichnet. | |                                 |
| Lump                                | Dackel                                | gestorben am 29. März 1973                         | Haushund und Modell für Pablo Picasso | |                                 |
| Lurch                               | Dackel                                | um 1917                                            | Haushund von Mechtilde Lichnowsky | |                                 |
| Lucky                               |                                       | um 1975                                            | Hund von Linda McCartney und Paul McCartney | | [ 12 ]                          |
| Lux                                 |                                       | um 1911, eingeschläfert in München um 1925         | Haushund von Ferdinand Sauerbruch | |                                 |
| Major und Champ                     | Deutscher Schäferhund                 | 2018– und 2007-                                    | Hunde von Joe Biden, die wegen ihrer Aggressivität nach kurzer Zeit das Weiße Haus wieder verlassen mussten. | | [ 14 ]                          |
| Maltschik                           | Mischlingshund                        | ca. 1996–2001                                      | Straßenhund in Moskau, der durch seinen gewaltsamen Tod mediale Aufmerksamkeit erhielt. | |                                 |
| Martha                              | Bobtail                               | 1966 in London (Milton Keynes)                     | in London (Cavendish Avenue) lebender Hund von Paul McCartney, vgl. Martha My Dear | | [ 15 ]                          |
| Midnight                            |                                       | um 1975                                            | Hund von Linda und Paul McCartney | | [ 17 ]                          |
| Mina und Shaya                      | Dachshund                             | 2017–                                              | Haushunde von Miss Fame, bekannt von vielen Fotoshoots und ihrem Instagram-Profil mit über 27.000 Followern | | [ 18 ]                          |
| Misty                               | großer Schlittenhund-Mischling        | 10. August 1992 – 4. Dezember 2007                 | Letzter überlebender Schlittenhund der Australischen Antarktis-Teams: Stellvertretend für die von Februar 1954 bis November 1992 durchgehend anwesenden Schlittenhunde der Australian Antarctic Division befindet sich ihre Asche im ehemaligen Hunderaum der Mawson-Station, der zu einem Raum mit Andenken an die Zeit der Schlittenhunde umgestaltet wurde. | | [ 19 ]                          |
| Miss Beazley                        | Scottish Terrier                      | 2004–2014                                          | Haushund von George W. Bush und seiner Ehefrau Laura Bush | |                                 |
| Moose                               | Jack Russell Terrier                  | 1990–2006                                          | Tierdarsteller in der Sitcom Frasier | | [ 20 ]                          |
| Morgan                              | Neufundländer                         | um 1877                                            | Wurde bekannt durch Erspüren von Leichenteilen eines Kindes im englischen Blackburn, was zur Überführung eines Kindermörders geführt hatte. Der Hund bzw. dessen Besitzer erhielt eine Belohnung von 2500 Francs durch das britische Innenministerium. | |                                 |
| Moustache                           | Pudel                                 | um 1799–1811                                       | Maskottchen des 40. Linienregiments im Heer von Napoleon Bonaparte, das den Soldaten mit seinem Gebell Mut machte: "Der Fahnenträger [des Regiments] soll drei Österreicher getötet haben, bevor er selbst niedergemacht wurde. Die Fahne habe sich der junge Mann zuvor um den Leib gewickelt, berichtet die Legende, damit man sie ihm nicht entreißen konnte. Moustache soll sich auf den Toten geworfen haben, wohl um sein "Herrchen zu schützen". Der Hund stellte sich wütend gegen fünf oder sechs feindliche Soldaten, die die Standarte erbeuten wollten. Als diese ihn mit dem Bajonett erstechen wollte, krepierte eine Kartätsche zwischen ihnen. Die Österreicher fielen und auch Moustache wurde verletzt. Doch die Fahne blieb in französischem Besitz. Nach der Schlacht wurde der Hund geborgen, mit gebrochenem Lauf, aber der Fahne im Maul." Die Russen hetzten eine Dogge auf den verletzten Moustache, der die Dogge aber besiegte. Nach der Schlacht wurde Moustache gefunden und erhielt einen Orden für seine Tapferkeit, in den graviert wurde: "In der Schlacht von Austerlitz brach er sich ein Bein, um die Fahne seines Regiments zu retten." Moustache war bei der Schlacht von Jena und Auerstedt (1806), bei der Belagerung von Saragossa (1809) und der Schlacht bei Friedland (1807) dabei. Moustache starb bei der Belagerung von Badajoz (1811) durch eine Kanonenkugel. | |                                 |
| Munito                              | Mischlingshunde                       | 19. Jh.                                            | Name mehrerer dressierter Hunde, die auf dem Jahrmarkt auftraten. | |                                 |
| Negro Matapacos                     | Mischlingshunde                       | –2017                                              | Chilenischer Straßenhund, bekannt geworden im Zuge der Schüler- und Studentenproteste in Chile 2011–2012 | |                                 |
| Nico                                | Pudel                                 | 1939–1950                                          | Schwarzer Pudel von Thomas Mann, der auch in seinen Tagebüchern und Briefen erwähnt wird. | | [ 23 ]                          |
| Nicoletta                           | Mischlingshündin                      | ca. 2005–2019                                      | Nicoletta verbrachte mehr als 10 Jahre lang am Grab ihres Herrchens auf dem Friedhof von Panza auf der Insel Ischia. | |                                 |
| Nipper                              | Terriermischling                      | 1884–1895                                          | Modell für His Master’s Voice aus dem Grammophon. | |                                 |
| Old Hemp                            | Border Collie                         | 1893–1901                                          | Hütehund und Zuchtrüde von Adam Telfer. Gilt als Stammvater der Border Collies. | |                                 |
| Pal                                 | Langhaarcollie                        | 1950er Jahre                                       | erster Darsteller von Lassie in der gleichnamigen US-amerikanischen Fernsehserie (1954–1973) | |                                 |
| Patron                              | Jack Russell Terrier                  | geboren 2019                                       | Ukrainischer Minensuch- und Propagandahund, der 2022 im russisch-ukrainischen Krieg bekannt wurde und am 9. Mai 2022 von Präsident Wolodymyr Selenskyj im Beisein von Justin Trudeau einen ukrainischen Orden erhielt. | |                                 |
| Pecorino                            | Mischlingshund                        | 1998–2012                                          | Fotomodel von Fotograf Toni Anzenberger. | |                                 |
| Pep                                 | Labrador Retriever                    | 1923–1930                                          | Vermeintlich inhaftierter Katzenmörderhund. | |                                 |
| Pickles                             | Mischlingshund                        | gestorben 1967                                     | Fand den 1966 in London gestohlenen Jules-Rimet-Pokal wieder. | |                                 |
| Poppet                              | Cocker Spaniel                        | Anfang 20. Jh.                                     | Hund der irischen Nationalistin Constance Markievicz. | |                                 |
| Püppi                               | Zwergspitz-Chihuahua-Mischlingshündin | 2000–2011                                          | Hündin in der Fernsehsendung Stratmanns | |                                 |
| Red Dog                             | Mischling                             | 20. Jh.                                            | Hund, der alleine Australien bereiste und dessen Leben verfilmt wurde. | |                                 |
| Rhett                               | Deutscher Schäferhund                 | Anfang 21. Jh.                                     | Darsteller von Kommissar Rex 2000–2004 | |                                 |
| Rico                                | Border Collie                         | 1994–2008                                          | Hund, der 250 verschiedene benannte Gegenstände auf Zuruf unterscheiden konnte und jeweils einen bis dahin unbekannten Gegenstand bei Nennung der unbekannten Bezeichnung bringen konnte. | |                                 |
| Riley (Hund)                        | Weimaraner                            | * 14. Oktober 2017                                 | Museumshund des Museum of Fine Arts, Boston | |                                 |
| Rin Tin Tin                         | Deutscher Schäferhund                 | 1918–1932                                          | Tierdarsteller in 26 US-amerikanischen Filmen | | [ 24 ]                          |
| Rubia                               | Golden Retriever                      | 21. Jh.                                            | Bestieg mit Marc Ortega und Carlos Valverde im Rahmen einer Studie über Höheneffekte auf Hunde den Aconcagua in Argentinien und hält damit den Höhenrekord mit 6959 Meter. | | [ 25 ]                          |
| Russi                               | Sibirischer Schäferhund               | geboren um 1910                                    | Haushund von Franz und Maria Marc | |                                 |
| Sam                                 | Chinesischer Schopfhund               | gestorben November 2005                            | Wurde dreimal in Folge zum hässlichsten Hund der Welt gewählt. | |                                 |
| Schnick, Schnack, Schacki und Lumpi | Terriermischlinge                     | Anfang 20. Jhd                                     | Hunde von Egon Friedell | | [ 26 ]                          |
| Seaman                              | Neufundländer                         | vor 1803 bis mind. 1809                            | Mitglied der Lewis-und-Clark-Expedition 1804–1806 | Explorers at the Portage von Robert Scriver, im Lewis and Clark National Historic Trail Interpretative Center, Great Falls (Montana). Von links nach rechts: York mit Gewehr, der Hund Seaman, Lewis, Clark und Sacajawea mit ihrem Baby |                                 |
| Shirley                             | Cairn-Terrier                         | 21. Jhd.                                           | Hund von Chris Lohner, über den sie ein eigenes Buch schrieb. | | [ 27 ]                          |
| Skippy                              | Drahthaar-Foxterrier                  | 20. Jh.                                            | Skippy, auch „Asta“ genannt, trat in den 1930er Jahren in mehreren Filmen auf. | | [ 28 ]                          |
| Snuppy                              | Afghanischer Windhund                 | „geboren“ am 24. April 2005                        | Erster geklonter Hund | |                                 |
| Stanley                             | Dackel                                | 20. Jh.                                            | Einer von den beiden Hunden von David Hockney. Er wurde 15 Jahre alt. Verewigt in vielen Arbeiten von dem Maler. | |                                 |
| Strongheart                         | Deutscher Schäferhund                 | ca. 1917–1929                                      | Früher Tierdarsteller in Hollywood und einer von drei Hunden mit einem Stern auf dem Hollywood Walk of Fame. | | [ 29 ]                          |
| Stubby                              | Bullterriermischling                  | ca. 1916–1926                                      | Wurde im Ersten Weltkrieg mit mehreren Orden ausgezeichnet und erhielt den Rang eines Sergeants. | |                                 |
| Sultan                              | Deutsche Dogge                        | gestorben 1877                                     | einer der Hunde von Otto von Bismarck | |                                 |
| Sully                               | Labrador                              |                                                    | Service-Hund von George H. W. Bush | |                                 |
| Susan                               | Corgi                                 | 20.02.1944 – 26.01.1959                            | Haus-Hund von Elisabeth II., Stammmutter ihrer Corgis und Dorgis. | |                                 |
| Tama                                | Japan Chin                            | 19. Jahrhundert                                    | auf einem Bild von Édouard Manet verewigt | |                                 |
| Terry                               | Cairn Terrier                         | 1933–ca. 1945                                      | Tierdarsteller in diversen Filmen der 1930er und 1940er Jahre, unter anderem in Der Zauberer von Oz und Bright Eyes. | | [ 31 ]                          |
| Tinkerbell                          | Chihuahua (Hunderasse)                | 31.10.2001 – 21.04.2015                            | Schoßhund von Paris Hilton | | [ 32 ]                          |
| Togo                                | Siberian Husky                        | 1913–1929                                          | Leithund des Serum Run to Nome | |                                 |
| Tölpel                              | Spitz                                 | um 1533                                            | Haushund von Martin Luther | | Erwähnung in Luthers Tischreden |
| Tommy                               | Briard                                | 1929–1942                                          | Haushund von Edith und Otto Hahn in Berlin-Dahlem. | |                                 |
| Tommy                               | Schäferhung-Mischling                 | 2006-Februar 2013                                  | Hund von Maria Margherita Lochi aus San Donaci bei Brindisi. Sie hatte ihn auf einem Feld gefunden und bei sich aufgenommen. Nach ihrem Tod tauchte er jeden Tag zur Messe in der Kirche auf, in der auch die Trauerfeier von Maria Lochi stattgefunden hatte. Er starb 3 Monate später. | | [ 33 ]                          |
| Tongdaeng                           | Mischlingshund                        | 2008–2015                                          | Der Lieblingshund vom thailändischen König Bhumibol Adulyadej. | |                                 |
| Torfhund von Burlage                | unbekannt                             | zwischen 1477 und 1611                             | Nahezu vollständig erhaltener Körper eines Haushundes, der 1953 im Klostermoor II im Rhauderfehner Ortsteil Burlage im Landkreis Leer gefunden wurde. | |                                 |
| Trump                               | Mops                                  | um 1740                                            | Ständiger Begleiter von William Hogarth, in dessen Werk mehrfach verewigt, sowie mit Porzellanporträt im Victoria and Albert Museum in London und von G. C. Lichtenberg mit einer ausführlichen Fußnote versehen | |                                 |
| Trump                               | (Jack Russell Terrier)                | ca. 1820                                           | Hündin von John Russell, Stammmutter der Rasse Jack Russell Terrier. | |                                 |
| Tschingel                           | Mischlingshund                        | 1865–1879                                          | Hündin von W. A. B. Coolidge und dessen Tante Margaret Claudia Brevoort, welche sie auf vielen ihrer Bergtouren begleitete. Tschingel war erstes und einziges weibliches Ehrenmitglied des britischen Alpine Club. | |                                 |
| Tyras                               | Deutsche Dogge                        | gestorben 1889                                     | Haushund Otto von Bismarcks, wurde als Reichshund bezeichnet. | |                                 |
| Uggie                               | Jack Russell Terrier                  | 2002–2015                                          | Wurde für seine Darstellung des Hundes in The Artist bei den Internationalen Filmfestspielen von Cannes 2012 mit dem Palm Dog Award ausgezeichnet. | | [ 34 ]                          |
|                                     |                                       |                                                    | | |                                 |